# Ménil-Hubert-en-Exmes
Ménil-Hubert-en-Exmes település Franciaországban, Orne megyében. Lakosainak száma 120 fő (2022. január 1.). Ménil-Hubert-en-Exmes Croisilles, La Fresnaie-Fayel, Mardilly, Résenlieu, Saint-Evroult-de-Montfort és Gouffern en Auge községekkel határos.

## Népesség
A település népességének változása:
| Lakosok száma | 122  | 119  | 120  | 111  | 111  | 110  | 109  | 114  | 120  |
|               | 2013 | 2015 | 2016 | 2017 | 2018 | 2019 | 2020 | 2021 | 2022 |